# Reksta
Reksta er en ø i Flora kommune i Vestland fylke i Norge, omkring 8 km vest for Florø. Øen har bådforbindelse til Florø fra Rognaldsvåg. 
Øen havde tidligere stor aktivitet, særlig i 1950'erne under sildefiskeriet, men i dag bor det kun omkring 140 indbyggere på øen. 
Reksta ligger mellem Skorpefjorden i nord med øen Skorpa på nordsiden, og Rekstafjorden i syd.